# Битва при Герате (589)
Битва при Герате — крупное сражение между персами под командованием Бахрама Чубина и тюркютами под командованием Савэ, состоявшееся в 589 году в Гератской долине (современный Афганистан). Завершилась решительной победой персов.

## Предыстория
К концу VI века тюркюты контролировали огромную территорию от границ раздробленного Китая до границ Ирана, получая от северокитайских династий дань шёлком и взимая плату с согдийских купцов-посредников за сверхприбыльную торговлю с Византией. Для обеих сторон эта торговля была выгодной: византийцы с наценкой перепродавали шёлк в Западную Европу, где он был очень востребован как предмет роскоши и за счёт своих гигиенических свойств. Кроме того, испытывая недостаток золота в обороте, Византия использовала шёлк как своеобразную валюту для привлечения наёмников, из которых в значительной степени формировалась её армия.
Но караванный путь шёл через Иран — главного врага византийцев (маршрут в обход Ирана, по северному побережью Каспийского моря, был трудным и опасным). Персы не могли полностью запретить транзитную торговлю, поскольку доходы от пошлин составляли значительную часть их государственных доходов, однако пропускали на запад минимальное количество шёлка по ценам, которые они сами назначали. В их интересах было не увеличение оборота, а повышение цен, чтобы выкачать из своего стратегического противника как можно больше золота и уменьшить возможности византийцев нанимать войска в Европе. Это било по интересам тюркских ханов и согдийских купцов, которые не могли реализовать свой товар. Тюркютам, несмотря на имевшие место в прошлом конфликты с Византией, удалось на основе общих интересов договориться с ней о совместных действиях против Ирана.
К 589 году положение Ирана, ослабленного репрессиями Ормизда IV против аристократии, было критическим: на западных границах велась затяжная война с Византией; на Месопотамию совершили грабительский набег арабские шейхи; с севера, через Дарьяльское ущелье, напали сначала тюрко-хазарские войска, а затем ополчение кавказских племён, нанятое на византийские деньги грузинским царём; наконец, в июле-августе в Восточный Иран вторглись тюркюты во главе с Савэ. Персидская армия, прикрывавшая границу, обратилась в бегство, открыв дорогу во внутренние области Ирана. На совете в Ктесифоне было решено послать на отражение тюркютов Бахрама Чубина, марзпана Армении и Азербайджана. Он принял назначение и потребовал всего 12 тысяч воинов, но обязательно в возрасте от сорока до пятидесяти лет, то есть ветеранов, в совершенстве владевших искусством стрельбы из лука (конные стрелки составляли основную силу армии Сасанидов, а для того, чтобы научиться достаточно хорошо стрелять, требовалось не менее 20 лет). К Савэ подослали под видом перебежчика одного из придворных Ормизда IV, которому удалось убедить тюркютов изменить направление наступления и заманить их в Гератскую долину, а затем бежать. Тем временем Бахрам Чубин форсированными переходами шёл на восток. Вместо обычной дороги на Балх он прошёл кружным путем через Кухистан и оказался в тылу у тюркютов.

## Расстановка сил
Армия Савэ, согласно Табари, достигала 300 тыс. человек и 200 боевых слонов, а по Фирдоуси — 400 тыс. и 1200 соответственно (и то и другое — скорее всего, сильное преувеличение). Л. Н. Гумилёв, анализируя сообщения источников с точки зрения топографии места битвы, оценивает силы тюркютов не более чем в 20 тыс. человек. Возможно, на поле боя присутствовало не всё войско Тюркского каганата, то есть Савэ имел при себе небольшие силы, рассчитывая встретить только гарнизон Герата. Его войска, а главное кони, были истощены длительным походом по жаркому и пустынному Хорасану, а позиция, согласно Фирдоуси, оказалась «узкой и неудобной», не допускающей возможности маневрирования. Отступать же в виду вражеской армии через узкий проход в горах, ведущий на равнину, было бы самоубийственным решением. Савэ сделал попытку договориться с Бахрамом Чубином, но тот отверг все его предложения.
Армию Бахрама Чубина Л. Н. Гумилёв полагает примерно равной тюркютам по численности. Левый фланг персидского войска опирался на реку Герируд, правый — на горную цепь; позади располагался Герат с садами и возделанными полями, важный не только как крепость, но и как источник снабжения, в то время как тюркюты были вынуждены довольствоваться степной (незаселённой) частью долины. Диспозицию персидской армии сообщает Саалиби: Бахрам Чубин поставил в первую линию пехоту, сзади неё — слонов (прочие источники сообщают, что слоны были не у персов, а у тюркютов), на флангах — отборные части. Кроме того, из наиболее надёжных воинов был составлен заградительный отряд, имевший задачу не допускать бегства своих собственных бойцов.
Дискуссионным вопросом является личность предводителя тюркютов, фигурирующего в персидских источниках как Савэ-шах или Шаба. Наиболее распространена версия, что это каган Чоллыг-Джагбу-Бага хан. Однако Л. Н. Гумилёв указывает на то, что каган погиб в бою в 588 году, и высказывается в пользу отождествления Савэ-шаха с Янг-Соух-тегином — удельным правителем западной части Тюркского каганата, проводившего независимую от центральных властей политику.

## Ход битвы
В начале битвы в рядах персов чуть было не возникла паника, и только личное вмешательство Бахрама Чубина, ободрившего войска, предотвратило их бегство. Тюркюты атаковали первыми, им удалось потеснить левый фланг персидской армии, но на правом фланге и в центре атака была отбита. Натиск врага был так силён, что Бахрам Чубин стал подумывать об отступлении (Саалиби считает попытку отступления военной хитростью, но Фирдоуси не сомневается в том, что оно было непритворным). Однако Гератская долина была ловушкой не только для тюркютов, но и для персов: горы загораживали пути к бегству и Бахраму Чубину не оставалось ничего другого, как продолжать бой.
Неудача первой атаки побудила Савэ ввести в дело слонов, на что Бахрам ответил контратакой, использовав для этого все резервы, до тех пор тщательно сохраняемые. Здесь сказались блестящие качества персидских лучников, поражавших слонов в уязвимые места: в хоботы и глаза. Взбесившиеся от боли слоны потоптали собственное войско. Спасаясь от них, тюркюты нарушили строй и не смогли оказать должного сопротивления персам, бросившимся в рукопашную. Савэ бежал, но был настигнут и убит из лука самим Бахрамом Чубином, после чего отступление тюркютов переросло в паническое бегство. Они пытались бежать через ущелье, но узкий и длинный проход не мог пропустить сразу много людей. У выхода из ущелья произошла давка и персы беспрепятственно истребляли противника. Тюркюты понесли тяжёлые потери.

## Последствия
Выстрел Бахрама спас Персию.
После битвы Бахрам Чубин на месяц задержался в Герате, распределяя добычу между шахиншахом и своими воинами. За это время сын Савэ, Пармуда, собрал остатки разбитых войск и попытался организовать сопротивление, однако тюркюты были вновь разбиты. Пармуда сдался Бахраму Чубину и был отправлен к Ормизду IV, своему родственнику по женской линии, где был встречен с почётом и после заключения мира отпущен на свободу. Между тюркютами и Сасанидами на два десятилетия установился мир.
Бахрам Чубин завоевал славу величайшего полководца Ирана и был направлен против византийцев. Здесь его армия начала терпеть поражения, он потерял доверие Ормизда IV и поднял успешное восстание, в результате которого ненадолго стал шахиншахом. Однако сын свергнутого Ормизда IV Хосров, пойдя на большие уступки Византии, получил военную помощь от императора Маврикия и вернул трон отца. Бахрам Чубин бежал к недавнему врагу — тюркютам, где был убит подосланным персами убийцей.

### Первичные источники
- Абу Ханифа ад-Динавари. Книга длинных известий = كتاب الاخبار الطوال // Палестинский сборник  / Пер. А. И. Колесникова. — Л.: Наука, 1970. — Вып. (22) 85. — С. 114—135. Архивировано 12 января 2020 года.

### Вторичные источники
- Гумилёв Л. Н. Глава десятая. Поход на Иран // Древние тюрки. — М.: Рольф, 2002. — 560 с. — (Библиотека истории и культуры). — 7000 экз. — ISBN 5-7836-0491-7.
- Гумилёв Л. Н. Подвиг Бахрама Чубины. — Л.: Издательство Государственного Эрмитажа, 1962. — 40 с.